# Charlie Bowling
Charlie Bowling (ur. 1 lipca 1996) – brytyjski zapaśnik walczący w stylu wolnym. Zajął szesnaste miejsce na mistrzostwach Europy w 2020 i 2021. Brązowy medalista Igrzysk Wspólnoty Narodów w 2018 i piąty w 2022 roku, gdzie reprezentował Anglię.